# クリスティアン・ララ
クリスティアン・ララ（Christian Rolando Lara Anangonó、1980年4月27日 - ）は、エクアドルの元サッカー選手。元エクアドル代表。ポジションはミッドフィールダー。

## 経歴
2002年1月に親善試合でエクアドル代表デビュー、直後の2002 CONCACAFゴールドカップにも出場した。その後、代表からは外れたが、2005年1月に3年ぶりに代表復帰、2006 FIFAワールドカップにも出場した。2009年までに通算27試合に出場、4得点をあげた。

## 代表歴

### 出場大会
- エクアドル代表
  - 2006 FIFAワールドカップ

### 試合数
- 国際Aマッチ 27試合 4得点（2002年-2009年）[1]

| エクアドル代表 | 国際Aマッチ | 国際Aマッチ |
| 年             | 出場        | 得点        |
| -------------- | ----------- | ----------- |
| 2002           | 2           | 0           |
| 2003           | 0           | 0           |
| 2004           | 0           | 0           |
| 2005           | 13          | 3           |
| 2006           | 4           | 0           |
| 2007           | 6           | 1           |
| 2008           | 1           | 0           |
| 2009           | 1           | 0           |
| 通算           | 27          | 4           |